# Campiglossa wolongensis
Campiglossa wolongensis är en tvåvingeart som beskrevs av Wang 1996. Campiglossa wolongensis ingår i släktet Campiglossa och familjen borrflugor. Inga underarter finns listade.